# Born to Get Wild
Born to Get Wild è un singolo del DJ statunitense Steve Aoki, pubblicato l'8 dicembre 2014 come quinto estratto dal secondo album in studio Neon Future I.
Il brano ha visto la partecipazione vocale di will.i.am, cantante dei Black Eyed Peas.

## Video musicale
Il videoclip, diretto da Dan Packer e basato su una storia scritta da Aoki, è stato pubblicato il 7 novembre 2014 attraverso il canale YouTube di Aoki stesso.
Il 18 dello stesso mese, Aoki ha reso disponibile anche il dietro le quinte dello stesso.

## Tracce
1. Born to Get Wild (feat. will.i.am) (Dimitri Vegas & Like Mike vs BoostedKids Remix) – 5:26
2. Born to Get Wild (feat. will.i.am) (Autoerotique Remix) – 4:30
3. Born to Get Wild (feat. will.i.am) (Bare Remix) – 4:45

## Classifiche
| Classifica (2015) | Posizione massima |
| ----------------- | ----------------- |
| Belgio (Fiandre)  | 108               |